# Соколов, Сергей Петрович
Серге́й Петро́вич Соколо́в (18 (30) ноября 1830 — 2 (14) августа 1893) — русский артист балета и хореограф. Хореографическое образование получил в 1839—1850 годах в Московском театральном училище, где учился у Ф. Н. Манохина. После окончания училища был принят в труппу Большого театра.

## Танцовщик
Несмотря на хорошую технику танца и природные данные продвижение его как танцовщика задерживалось, так как ведущие позиции в труппе занимали Монтассю и Теодор (Шион). Критика отмечала легкость и грацию исполнения, выдающиеся мимические способности. Во второй половине XIX века он был одним из лучших танцовщиков московской сцены. Соколов первым практиковал технически сложные поддержки, что не находило в то время поддержки и публики и критики, считавших это ненужным в балете атлетизмом. Был партнёром А. Гранцовой и А. И. Собещанской,
С. П. Соколов был первым исполнителем партий Базиля в балете «Дон Кихот», в 1869 году в хореографии Мариуса Петипа) и Злого гения (Ротбарта) в первой, не имевшей успеха постановке балета «Лебединое озеро» балетмейстером В. Рейзингером в 1877 году.
Кроме того он исполнял партии:
- Колена и Альберта в балете Адольфа Адана «Жизель»
- Гренгуара в балете Цезаря Пуни «Эсмеральда»
- Фауста в одноимённом балете Джакомо Паниццы и Цезаря Пуни
- Конрада в балете Адана «Корсар»

К. Блазис вспоминал о необыкновенно тонкой игре в роли Фауста, где артист показывал образ в развитии. Также он вспоминал, что балет «Два дня в Венеции» имел успех во многом благодаря тонкой артистической игре С. П. Соколова.

## Балетмейстер
Сергей Петрович имел высокую культуру и разностороннюю образованность, обеспечившие его выдающийся режиссёрский вклад в балетное искусство. Его первым опытом была постановка в 1862 «Парижского вальса» в опере Дж. Верди «Бал-маскарад» . Первой большой работой было возобновление балета Шнейцгоффера «Сильфида», сделанное для собственного бенефиса в 1867 году. 27 декабря того же года состоялась его наиболее значительная постановка — балет композитора Ю. Г. Гербера «Папоротник, или Ночь под Ивана Купалу», по сценарию написанному совместно с К. С. Шидловским. Оформили спектакль художники П. А. Исаков, Ф.-Х. Шеньян, И. Е. Куканов и машинист Ф. К. Вальц. Дирижировал П. Н. Лузин. Балетмейстер исполнил ведущую мужскую партию Степна. В спектакле выступили в партии Гения папоротника — А. И. Собещанская, в партии Нади — А. В. Егорова, в партии Царицы русалок — П. М. Карпакова. Русскую пляску исполняли О. Н. Николаева и А. М. Кондратьев. Спектакль в хореографии С. П. Соколова был возобновлен в Большом театре К. А, Щербаковым в 1893 году.
Судя по резонансу в прессе спектакль был оригинален по хореографии. Все танцы в нём строились на народной, этнографической основе. Критика демократического направления всячески одобряла работу балетмейстера, подчеркивая подлинную народность танцевальной основы и противопоставляла в этом плане спектакль балету «Конёк-Горбунок», поставленному А. Сен-Леоном в Мариинском театре. А. Сен-Леона при этом обвиняли в искажении характера русского танца, использовании псевдонародных штампов. Критики консервативных изданий, напротив, осуждали балет, считая хореографию неудачной. Однако все одобряли массовую русскую пляску. Массовый танец был тогда новшеством в балете. Объективно музыка Ю. Гербера не поднималась выше среднего уровня, а сценарий балета не имел драматического развития, не позволял создавать сложные образы.
В следующих постановках, также на музыку Ю. Гербера балетмейстер продолжает линию на продвижение народного танца.
В 1868 году он обратился к цыганским и французским танцам в балетах «Цыганский табор» и «Последний день жатвы». Во французские танцы были включены элементы, имитирующие движения во время сельскохозяйственных работ, что было новшеством.
С 1874 года С. П. Соколов преподавал в хореографическом училище.
В 1876 году балетмейстер поставил заново балет Пуни «Конёк-Горбунок», пытаясь избавиться от псевдонародных штампов предшествующих постановок.
В 1882 году балетмейстер был отправлен в отставку. Ю. А. Бахрушин объясняет явно несвоевременную отставку близостью С. П. Соколова демократическим кругам, свободолюбивым характером и подозрениями в политической неблагонадёжности.
Умер в 1893 году. Похоронен на Ваганьковском кладбище.